# Johann Lorenz Bach
Johann Lorenz Bach (10. září 1695, Schweinfurt, Durynsko – 14. prosince 1773 Lahm im Itzgrund) byl německý varhaník a hudební skladatel. Žák Johanna Sebastiana Bacha, člen hudební rodiny Bachů.

## Život
Johann Lorenz Bach byl synem Johanna Valentina Bacha, městského hudebníka ve Schweinfurtu. V letech 1715–1717 studoval u Johanna Sebastiana Bacha ve Výmaru. Od roku 1718 byl varhaníkem a kantorem v Lahmu.

## Dílo
Dochovala se varhanní fuga D-dur. Rukopis preludia k této fuze byl ztracen během Druhé světové války.